# Impero austriaco
L'Impero austriaco (in tedesco Kaiserthum Österreich; in ungherese Osztrák Birodalom) venne costituito nel 1804 come monarchia ereditaria sui domini asburgici, in seguito al dissolvimento del Sacro Romano Impero e alla formazione del Primo Impero francese da parte di Napoleone Bonaparte.
Il primo imperatore d'Austria fu Francesco I d'Asburgo-Lorena, che al tempo portava anche il titolo di imperatore eletto dei Romani, abbandonato nel 1806 in seguito alla dissoluzione del Sacro Romano Impero. Per mantenere il titolo imperiale, si proclamò imperatore d'Austria nei suoi domini ereditari.
Dopo alcuni tentativi di riforma costituzionale, nel 1867 vi fu una parificazione di status con la parte ungherese del regno (Ausgleich) e quindi l'Impero austriaco è conosciuto da quel momento con il nome di Impero austro-ungarico.

## Storia
Nel 1740 divenne Arciduchessa d'Austria Maria Teresa d'Asburgo (prima e unica donna a ereditare il titolo) insieme al titolo di Regina d'Ungheria e di Boemia. Dopo la guerra di successione austriaca, non potendo accedere alla carica di imperatore del Sacro Romano Impero a causa della legge salica, fece incoronare nel 1745 il marito e alla sua morte nel 1765, il figlio Giuseppe II d'Asburgo-Lorena che, solo alla morte della madre nel 1780, divenne così arciduca d'Austria e imperatore del Sacro Romano Impero.

### Nascita
L'impero austriaco ebbe origine nel 1804, quando le guerre napoleoniche avevano portato al collasso definitivo del Sacro Romano Impero, che si sarebbe sciolto due anni dopo (1806). L'allora imperatore Francesco II non intendeva essere spogliato del prestigioso titolo di imperatore (anche se del tutto formale, poiché non gli consentiva alcuna autorità sui principi del Sacro Romano Impero dopo la guerra dei trent'anni), né voleva essere da meno del suo rivale francese. Decise così di autoproclamarsi “Imperatore d'Austria”: fino a quel momento i suoi titoli, oltre a quello di imperatore del Sacro Romano Impero, erano arciduca d'Austria e re d'Ungheria. 
Il neoproclamato Impero riuniva appunto i territori dinastici della Casa d'Austria. I territori dinastici erano composti da Stati imperiali del Sacro Romano Impero Germanico e da Stati non appartenenti a esso. Erano organizzati in entità autonome con proprie amministrazioni.
Gli Stati dell'Impero appartenenti ai beni allodiali della Casa d'Austria facevano parte della Provincia austriaca ed erano composti da
- arciducato dell'Austria interna (Innerösterreich) composto dai Paesi sopra l'Enns (Linz) e dai Paesi sotto l'Enns (Vienna)
- ducato di Stiria (Steiermark )
- ducato di Carinzia (Kärnten)
- ducato di Carniola (Krain )
- contea di Gorizia e Gradisca (Görz )
- litorale austriaco (Küstenland)
- contea del Tirolo (Tirol)
- signorie dell'Arlberg
- Vorarlberg (dal 1772 autonomo dall'Arlberg)

Austria Anteriore (Vorderösterreich) (1376-1786) suddiviso nei vari distretti (Oberämter)
- margraviato di Burgau
- langraviato di Brisgovia
- langraviato di Ortenau
- contea di Hohenberg (alta: Rottenburg, bassa: le 5 città danubiane di Ehningen, Mengen, Munderkingn, Riedlingen, Saulgau)
- langraviato di Nellenburg (Stockach)
- langraviato di Svevia (Altdorf)
- distretto di Bregenz
- signoria di Winnweiler
- Paesi Bassi austriaci (perduti nel 1790)
- Regno di Boemia (Boemia, Moravia, Slesia, Lusazia)
- Signoria di Trieste
- Stato di Milano

Stati fuori l'impero:
- Regno di Ungheria e di Galizia
- Ex repubblica di Venezia: Regno Lombardo-Veneto

### Le guerre napoleoniche

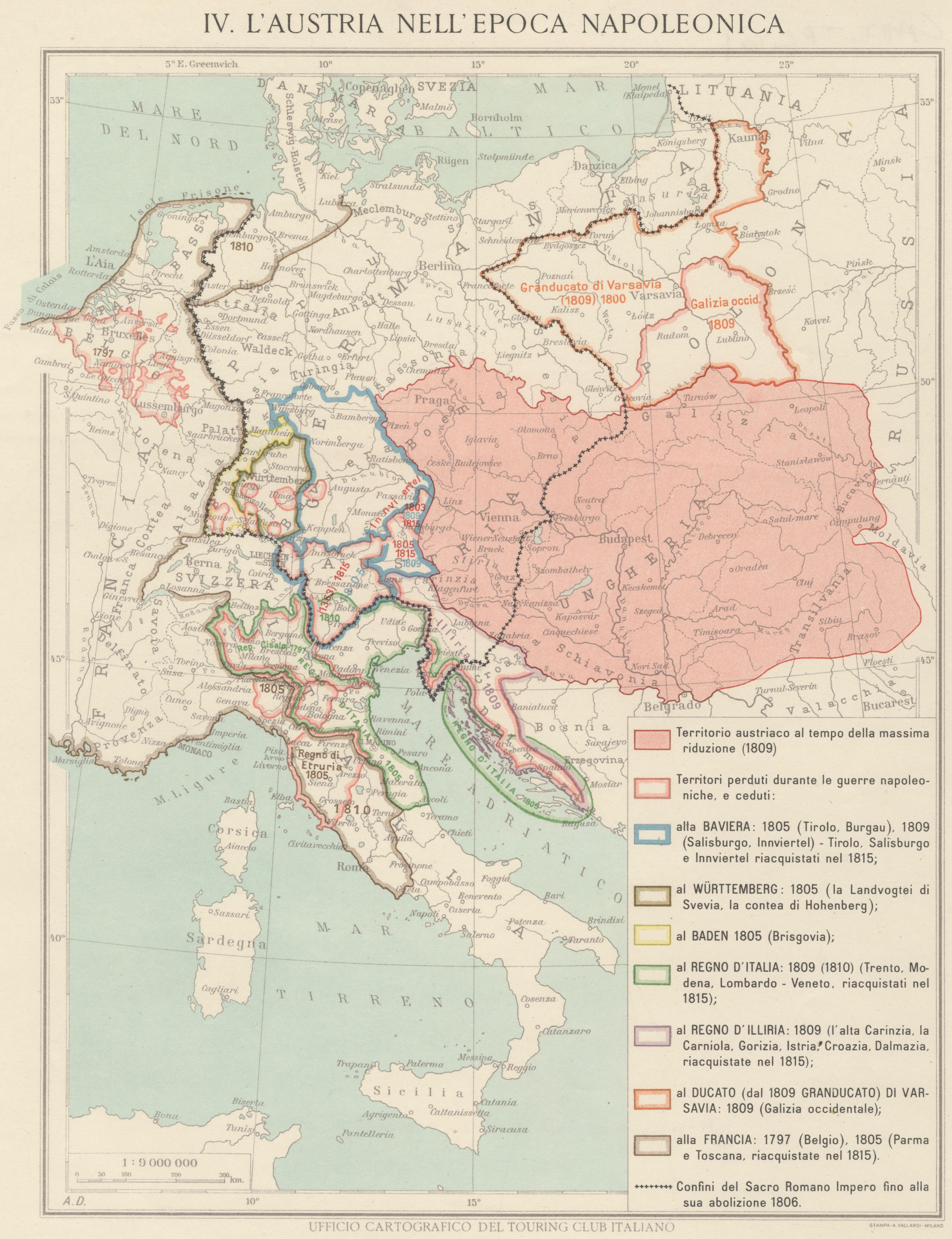
Mappa del territorio austriaco durante del guerre napoleoniche

Come tutto il resto d'Europa l'Impero austriaco fu scosso profondamente dalla Rivoluzione francese e dalle ambizioni di Napoleone Bonaparte. Il timore delle ripercussioni che l'ideologia rivoluzionaria francese avrebbe potuto avere sui sudditi fecero dell'Austria una nemica implacabile della Francia napoleonica. L'imperatore Francesco I guidò la prima coalizione antifrancese contro la Francia di Napoleone, e subì le due gravi sconfitte di Ulma e Austerlitz.
In quest'occasione l'Impero austriaco cedette alla Francia il Veneto.
Consigliato dal principe Metternich, già in servizio dal 1801, Francesco I dichiarò nuovamente guerra alla Francia; Napoleone, insieme al suo esercito, arrivò sino alle porte di Vienna, e costrinse gli austriaci a firmare l'umiliante pace di Schönbrunn, con il quale cedettero il Tirolo, la Galizia, le province illiriche e le città di Trieste e Fiume.
Dopo la grave sconfitta subita il primo ministro Klemens von Metternich decise di cambiare tattica e volle cercare in Napoleone un alleato, in attesa del momento della rivincita. Per suggellare il patto Francesco II rinunciò ufficialmente al titolo di imperatore del Sacro Romano Impero e diede in sposa a Napoleone Maria Luisa d'Asburgo-Lorena. In seguito alle disastrose sconfitte dei francesi a Lipsia (1813) e a Waterloo (1815) venne istituito il Congresso di Vienna (i mutamenti territoriali e gli accordi che distinsero l'epoca napoleonica causarono molti cambiamenti nella geografia dell'Impero austriaco, ma questi furono perlopiù di carattere transitorio).

### La Restaurazione
Nell'ottobre del 1814 si aprì a Vienna il congresso, che vide riuniti tutti i capi di stato d'Europa. Il congresso prevedeva il ripristino degli antichi regimi europei e il ritorno alla situazione politico-territoriale precedente le guerre napoleoniche e la rivoluzione, secondo i principi di "equilibrio" e "legittimità". L'Austria riprese possesso di tutti i territori in Italia, in Polonia e nei Balcani, e formò la Santa Alleanza con Russia e Prussia, il cui compito era la reciproca difesa nel caso di rivolte filofrancesi o di indipendenza nazionale.
Francesco II d'Austria, profondamente condizionato dal primo ministro Metternich, continuò la sua politica accentratrice e tradizionalista, riducendo lo stato a un dispotismo soffocante; ciò mise le basi per i moti rivoluzionari del 1848. Dopo la morte di Francesco I, salì al trono imperiale l'epilettico figlio Ferdinando I d'Austria che, incapace di governare com'era, si lasciò influenzare più del padre dal principe Metternich, sul quale il popolo riversava il proprio scontento. Durante la Restaurazione in Austria vi fu il periodo Biedermeier, ovvero un periodo di pace che si sarebbe prolungato fino al 1848. In questo periodo in tutto l'Impero cresceva il dissenso a causa dei nuovi sentimenti nazionalistici, liberali e democratici; molti esponenti degli alti ceti della società ungherese cominciarono a chiedere maggiore autonomia, gli italiani la libertà dal giogo austriaco e quasi tutte le altre etnie rivendicavano la propria indipendenza, o come nel caso della Boemia una maggiore autonomia da Vienna.

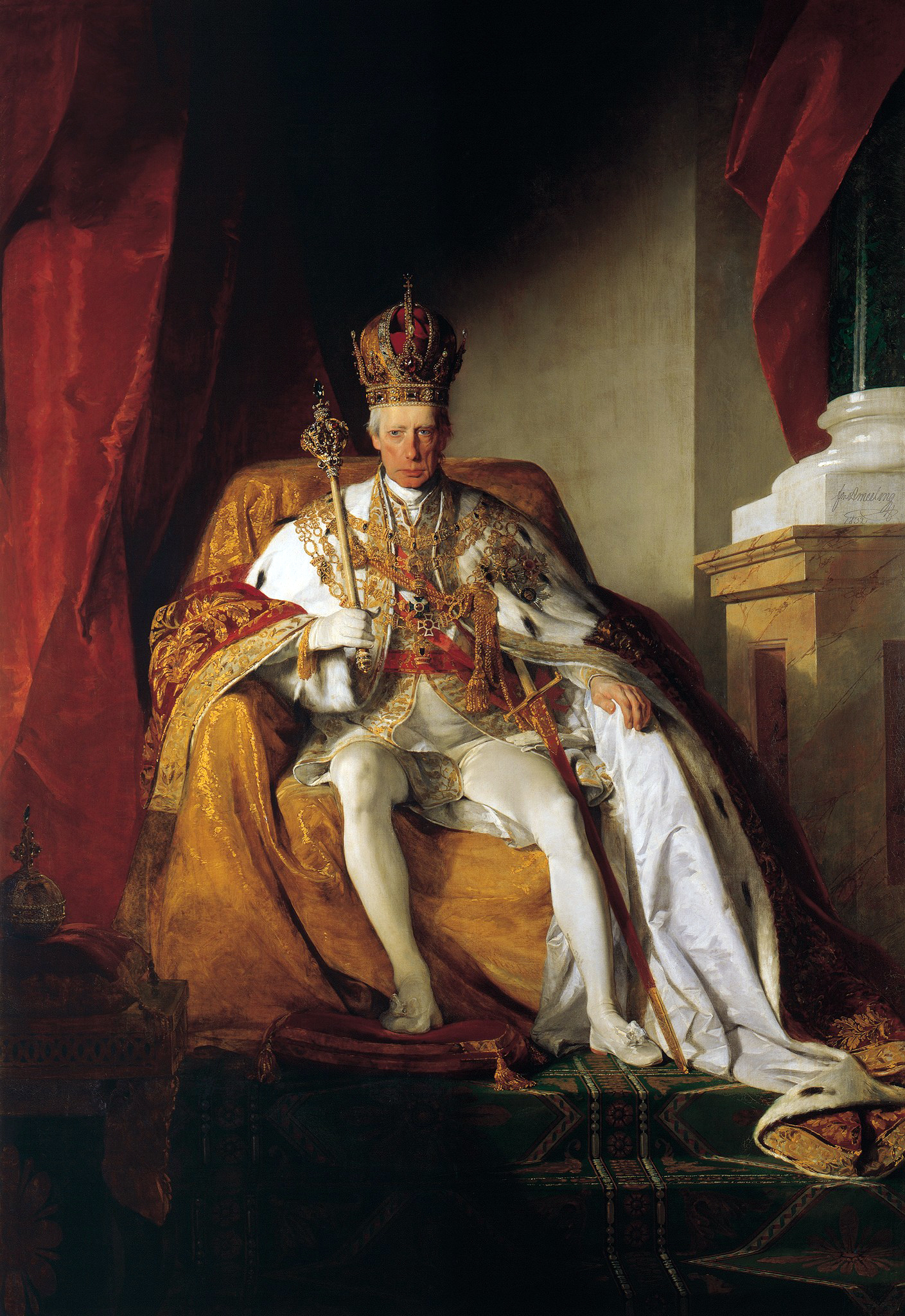
Francesco I

#### Il '48 nell'Impero
Il 1848 fu un anno di rivolta generale per l'Impero austriaco. A Vienna, la capitale, dove la popolazione aveva sempre appoggiato la politica degli Asburgo, studenti e molti insegnanti diedero avvio a una rivolta contro l'autorità e la continua centralizzazione del potere nelle mani dell'Imperatore, chiedendo una costituzione democratica e la cacciata di Metternich dalla cancelleria imperiale. L'esercito intervenne immediatamente, mentre i reali vennero trasferiti segretamente a Innsbruck. Inizialmente le richieste furono tutte accolte, compresa quella di congedare Metternich (il quale diede le dimissioni dicendo "se è per il bene dell'Austria ne sarò felice"). Venne anche concessa l'uguaglianza di tutti i sudditi di fronte alla legge.
In seguito, nonostante le iniziali promesse e concessioni fatte dall'imperatore ai rivoltosi di Vienna, venne ripresa la vecchia politica imperiale di assolutismo e soppressione delle aspirazioni rivoluzionarie della cittadinanza.
Per liberare Vienna, ancora in mano ai rivoltosi, venne chiamato il generale Windisch-Graetz, che venne fiancheggiato da 40.000 soldati del croato Jelacic: in poco tempo questi circondarono la capitale e la espugnarono. In Italia intanto il feldmaresciallo Josef Radetzky combatteva i rivoltosi italiani fiancheggiati dai piemontesi: questi vennero sconfitti e le truppe austriache poterono reinsediarsi in tutto il Regno Lombardo-Veneto.
Se in Austria si mirava alla riduzione del potere dell'imperatore nelle zone prevalentemente slave, come la Boemia e la Carniola, si voleva invece frenare la continua germanizzazione del territorio e della popolazione. Come a Vienna, anche a Praga scoppiarono moti indipendentistici guidati dalla gioventù boema, che vennero però soffocati nel sangue.
In Ungheria, invece, vi fu una vera dichiarazione di indipendenza da parte di Kossuth. Vennero subito creati numerosi organi statali ungheresi e un esercito: con questa dichiarazione l'Ungheria era entrata in guerra con l'Austria. Quest'ultima, con l'appoggio della Russia, riuscì ad accerchiare gli ungheresi: l'esercito imperiale austriaco avanzava dalla Boemia e dalla Croazia verso Budapest, mentre dalla Transilvania muoveva quello russo.
Con il nuovo primo ministro Schwarzenberg, dopo alcuni mesi, nel 1849 le truppe imperiali riuscirono ad avere la meglio sull'esercito ungherese che, accerchiato sia da est sia da ovest, dovette firmare la resa nell'agosto del 1849. La repressione culminò con le impiccagioni avvenute ad Arad a fine settembre.

### La guerra di Crimea e la fine della Santa alleanza
Nel 1853 la Russia dichiarò guerra all'impero ottomano per espandere i propri domini fino al Bosforo e alle regioni slave dei Balcani; la Francia e la Gran Bretagna che vedevano minacciata l'incolumità della Turchia (il cui smembramento avrebbe creato un enorme vuoto nella scena politica europea) aprirono le ostilità con la Russia, la quale contava sull'aiuto dell'Austria.
Francesco Giuseppe però, non volendo incentivare l'espansione russa e inimicarsi l'occidente, rimase neutrale nei confronti di tutti gli stati coinvolti nel conflitto, mobilitando però l'esercito e ammassandolo nella Galizia, nella Bucovina e nella Transilvania: di conseguenza per scoraggiare un eventuale intervento austriaco, lo zar Nicola I fu costretto a schierare molte truppe, così da indebolire il fronte aperto contro Francia, Turchia e Gran Bretagna.
La sconfitta dell'impero russo non si fece attendere e la resa agli alleati avvenne nel 1856; lo zar fu profondamente amareggiato dal comportamento dell'alleato austriaco, il quale non solo non aiutò la Russia ma si schierò, seppur non formalmente, con le potenze occidentali: ciò sancì la fine della Santa Alleanza e l'inizio dell'inevitabile caduta del reazionismo.

### Il "Compromesso"
Nel 1848 Ferdinando I abdicò a favore di Francesco Giuseppe, che aveva combattuto a fianco del generale Radetzky. Il nuovo imperatore, nel tentativo di centralizzare lo stato, creò un'efficiente burocrazia e un esercito ben organizzato che potesse controllare i vasti confini dell'impero.
Il problema venutosi a creare in Italia non si concluse però con le vittorie del generale Josef Radetzky contro i piemontesi, poiché i milanesi e i veneti puntavano all'unione con il Regno di Sardegna e alla creazione di uno stato unitario italiano. Così dopo continue provocazioni da parte dei piemontesi Francesco Giuseppe I d'Austria mosse guerra nel 1859 al Piemonte, il quale protetto da Napoleone III di Francia ricevette l'aiuto delle truppe francesi che sbarcarono al porto di Genova. I generali austriaci, insicuri su come procedere, stettero sulla difensiva, subendo le gravi sconfitte di Magenta e Solferino a seguito delle quali l'esercito imperiale si ritirò nuovamente nel Quadrilatero, cedendo ai piemontesi la Lombardia pur conservando il Veneto.
In seguito alla politica espansionistica del cancelliere prussiano Otto von Bismarck, la Prussia-garante dell'unione della Germania in un unico stato nazionale-si scontrò con l'Impero austriaco, che dovette contemporaneamente fronteggiare alcuni regni tedeschi e lo stesso Regno d'Italia (alleatisi strategicamente con la Prussia). La guerra fu combattuta su due fronti distinti: il fronte italiano costituì la terza guerra di indipendenza, dove gli austriaci sconfissero gli italiani a Custoza e Lissa e tuttavia tale vittoria fu annullata dalla disastrosa sconfitta sul fronte austro-prussiano, che si concluse con la definitiva vittoria dei prussiani nella battaglia di Sadowa.
In seguito a tale sconfitta, che comportò pesanti perdite territoriali, e alle successive pressioni da parte della nobiltà ungherese e del popolo magiaro, l'Imperatore Francesco Giuseppe firmò il Compromesso che sostituiva all'Impero austriaco una duplice monarchia, ovvero l'Austria-Ungheria, formata da Impero austriaco e Regno d'Ungheria.

### La Grande guerra e la fine dell'Impero
Nel 1867 Francesco Giuseppe firmò l'Ausgleich, ovvero un compromesso che divideva la monarchia asburgica in Impero austriaco e Regno d'Ungheria, che politicamente e militarmente erano uniti, ma in quanto a politica interna e amministrazione erano due entità separate.
Ciò riappacificò le due nazionalità dominanti nell'Impero austriaco, ovvero gli austriaci e i magiari che adesso si ritrovavano a condividere il comando dello stesso stato.
In seguito al compromesso, la politica espansionistica imperiale si spostò dalla Germania ai Balcani, ove si trovò in conflitto d'interessi con la Russia, che come l'Austria, mirava ad espandere la propria influenza nella regione ai danni dell'impero ottomano.
La situazione politica venutasi a creare nell'Europa alla fine del XIX secolo costrinse l'impero austriaco, per motivi di convenienza, a firmare la Triplice alleanza a fianco dei suoi nemici storici Germania e Italia.

#### 1914-1916

Stemma personale di Francesco Giuseppe I

Nel 1914 in seguito all'assassinio dell'arciduca Francesco Ferdinando, a Sarajevo, esplose la prima guerra mondiale, innescando un complesso meccanismo di alleanze tra gli stati europei, che vide schierati da una parte le potenze centrali (Austria-Ungheria, Germania), dall'altra quelle occidentali (Francia, Regno Unito e Italia) e la Russia: l'Italia in realtà era da circa trent'anni alleata dell'Austria ma si schierò sul fronte opposto.
Gli austriaci, anello debole dell'alleanza con i tedeschi, alternarono sconfitte ad alcuni sterili successi sulle potenze alleate, ma quella che sarebbe dovuta essere una guerra lampo, si trasformò in una logorante guerra di trincea che finì per indebolire progressivamente il già malandato esercito austriaco; nonostante ciò l'Austria-Ungheria, grazie al diretto intervento tedesco sul fronte italiano, avrebbe più tardi sconfitto gli italiani a Caporetto, facendoli indietreggiare fino al fiume Piave.

#### 1916-1918
Gli eserciti delle due grandi potenze centrali riuscirono per quattro anni a difendere i confini dalle controffensive di Francia, Russia, Italia e Gran Bretagna, che aveva orchestrato un imponente blocco navale contro l'Austria e la Germania; ciò fece scoppiare in entrambi i Paesi tensioni che, particolarmente nell'impero austro-ungarico, si trasformarono in vere e proprie rivolte; infatti le numerose nazionalità comprese nell'impero decisero di prendersi l'indipendenza con la forza.
Con lo scoppio nell'ultimo anno della guerra di tali rivolte e con la sconfitta di Vittorio Veneto, l'Austria si trovò impossibilitata a continuare la guerra e firmò l'armistizio nel 1918, che però non contribuì a risolvere i problemi interni del Paese.
Nel 1916 era morto Francesco Giuseppe; a lui successe Carlo I, che perdendo la guerra (1918), in seguito alla rivolta generale delle nazionalità dell'impero, fu condannato all'esilio sull'isola di Madera, e i domini asburgici furono definitivamente divisi in stati indipendenti.

## Motto
Il famoso motto A.E.I.O.U. rende l'idea di quanto i sovrani della casata d'Asburgo aspirassero a un potere sempre più vasto, in grado di unire sotto la loro dinastia tutta l'Europa.
(Motto della casa d'Absburgo)
Traducibile come: Spetta all'Austria comandare sul mondo intero.
In tedesco circolava l'interpretazione:
(L'Intero Mondo è Soggetto all'Austria)
Ma era diffusa, in Europa, la parodia di tale motto, reso come "Austria Erit In Orbe Ultima" (L'Austria sarà l'ultima tra le nazioni).

## Amministrazione e politica
L'impero austriaco, era diviso in vari organi amministrativi chiamati diete, queste potevano riunirsi in consiglio nella capitale per discutere di problemi e questioni.
Ogni dieta eleggeva i propri rappresentanti che avevano il compito di illustrare e discutere degli avvenimenti dinnanzi al governo centrale di Vienna.
Le diete perlopiù servivano da intermediario fra le varie etnie dell'Impero e la dominante maggioranza tedesca. A capo dello stato vi era l'imperatore, che dal 1867 assunse anche il titolo di re d'Ungheria, le sue decisioni dovevano rispettare le norme della Costituzione, che poteva essere a sua volta discussa e cambiata.
All'inizio della sua costituzione l'Impero guidato da Klemens von Metternich assunse un aspetto conservatore e reazionario, ma dopo le sconfitte subite nelle guerre di indipendenza italiane e nella guerra austro-prussiana l'imperatore Francesco Giuseppe fu "costretto" dalle circostanze ad attuare riforme liberali con aria democratica, concedendo ai sudditi una costituzione e un parlamento, che non aveva comunque influenza sul sovrano come avveniva in Gran Bretagna o in altri Paesi occidentali.
L'Ungheria a differenza delle altre regioni dell'impero austriaco, era suddivisa in contee, un'istituzione che il regno mantenne anche sotto il dominio asburgico, poiché il decentramento del potere dei secoli antecedenti al 1800 lo permetteva; ma ciò non fu solo una questione di "arretratezza feudale" dell'Impero, ma fu un'abile mossa politica che fece ai suoi tempi Ferdinando II, infatti mantenendo la struttura dello stato magiaro riuscì ad avere l'appoggio dell'aristocrazia, nella quale era concentrato tutto il potere del regno d'Ungheria.
Però proprio grazie al mantenimento di questa istituzione, lo stesso imperatore contribuì a mantenere viva la coscienza di una nazione magiara, che si concretizzò nei moti del 1848.

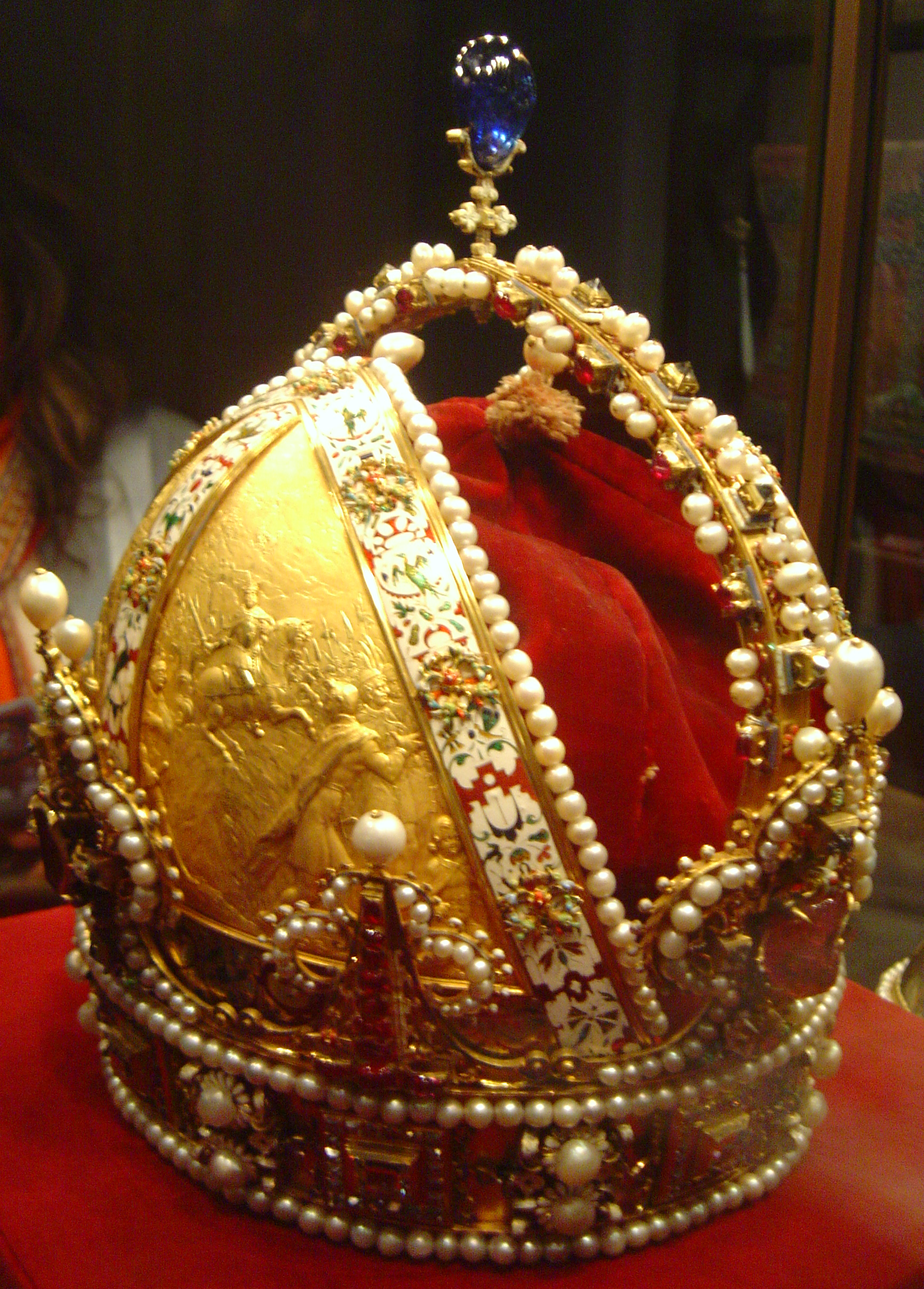
Corona dell'imperatore (in origine la corona di Rodolfo II).

### Politica estera
La politica dell'Impero austriaco, soprattutto dal 1804 al 1866, mirava a una graduale affermazione dello Stato asburgico in Germania e in Italia, e a un costante accentramento del potere nelle mani dell'Imperatore.
Le guerre napoleoniche fecero dell'Impero austriaco uno degli stati "pilastro" dell'Europa, ciò permise a questa di giocare un ruolo di primo piano nella politica europea, infatti l'Austria tentò sino alla sconfitta contro la Prussia nel 1866, di espandere il proprio dominio in tutta la Germania, ma il cancelliere prussiano Bismarck escluse l'Impero austriaco dalla scena politica tedesca, prima con l'unione doganale e poi con la costituzione della Confederazione germanica del nord.
Gli Asburgo non furono più in grado di riaffermare il proprio potere in Germania, poiché dovevano occuparsi delle numerose ribellioni nazionalistiche che si erano propagate per tutto l'Impero, ciò indebolì tutta la politica imperiale austriaca, che dovette abbandonare definitivamente l'idea di una Germania guidata dagli Asburgo e spinse l'impero a una progressiva espansione verso sud, ai danni dell'impero ottomano.
L'Austria sollecitava alla rivolta le nazionalità slave dei Balcani, sottomesse ai turchi, cercando di infiltrarsi a loro volta nella scena politica dei Balcani, ma questa trovò numerosi intoppi, poiché un'altra potenza aspirava al dominio della regione, l'impero russo.
I principali rivali dell'impero erano Prussia e Russia; con la prima (che nel 1866, aveva sconfitto gli austriaci a Sadowa) strinse un'alleanza difensiva assieme all'Italia, mentre con la seconda (entrambi membri della Santa Alleanza) era in continuo conflitto d'interessi per il dominio sui Balcani.
L'Impero austriaco, continuò a esistere fino al 1918, ma dal 1867 governò i domini asburgici insieme all'Ungheria
In Italia l'Austria cercò di imporsi già dal XV secolo, quando ebbe i primi scontri con Venezia, e con gli stati dell'Italia settentrionale.
Dopo le guerre napoleoniche l'impero austriaco riacquisì tutto il potere che aveva perso precedentemente contro Napoleone: controllava la Lombardia, il Veneto, l'Emilia, la Toscana e il Trentino, era egemone incontrastata nel Nord Italia, ma questa egemonia cominciò a decadere già dal 1848, quando il Lombardo-Veneto si rivoltò agli Asburgo.
Queste rivolte erano sollecitate dal Piemonte, che aspirava a riunire l'Italia sotto il casato dei Savoia, e da un nuovo vigoroso sentimento nazionalista che stava dilagando in tutta Europa; Piemonte e Austria arrivarono infine alla metà del XIX secolo a scontrarsi, nelle guerre di indipendenza italiane, che con la sconfitta dell'impero, segnarono l'abbandono della politica espansionistica in Italia da parte degli Asburgo.
Austria e Italia però ricomposero presto gli attriti venuti a crearsi, aderendo entrambe alla Triplice alleanza.

#### La Santa alleanza
La Santa Alleanza fu il pilastro sul quale si reggeva la politica estera e interna dell'Impero asburgico dal 1815 al 1853, che si proponeva di soffocare con una politica reazionaria (soprattutto contro-rivoluzionaria) i futuri moti rivoluzionari o comunque nazional-liberali che sarebbe sorti dal Congresso di Vienna in poi.
Questa applicò efficacemente la propria autorità contro i moti del 1848 in Europa e contro l'Ungheria di Kossuth; l'alleanza però venne spezzata in seguito alla neutralità di parte conseguita dall'Impero austriaco nella guerra di Crimea, dove mancò di sostegno alla Russia dello zar Nicola I.

### Ausgleich
L'Ausgleich è la riforma costituzionale promulgata il 12 giugno 1867 dall'imperatore d'Austria Francesco Giuseppe, con la quale l'Ungheria otteneva una condizione di parità con l'Austria all'interno della monarchia asburgica, segnando il passaggio dall'Impero austriaco all'impero austro-ungarico.
L'Ausgleich fu concesso, in seguito alla sconfitta subita dall'Impero austriaco nella guerra del 1866 contro la Prussia (e i suoi alleati tedeschi) e l'Italia, dietro pressione dei nazionalisti ungheresi, specialmente il conte Gyula Andrássy. Secondo l'Ausgleich, Austria e Ungheria costituivano due stati separati, con costituzioni, parlamenti, amministrazioni e milizie territoriali distinti. In comune mantenevano il sovrano (imperatore d'Austria e re apostolico d'Ungheria), i ministeri competenti per la politica estera, economica e militare, e l'imperial regio esercito comune. Le spese comuni furono inizialmente coperte per il 70% dall'Austria.

### Impero multietnico

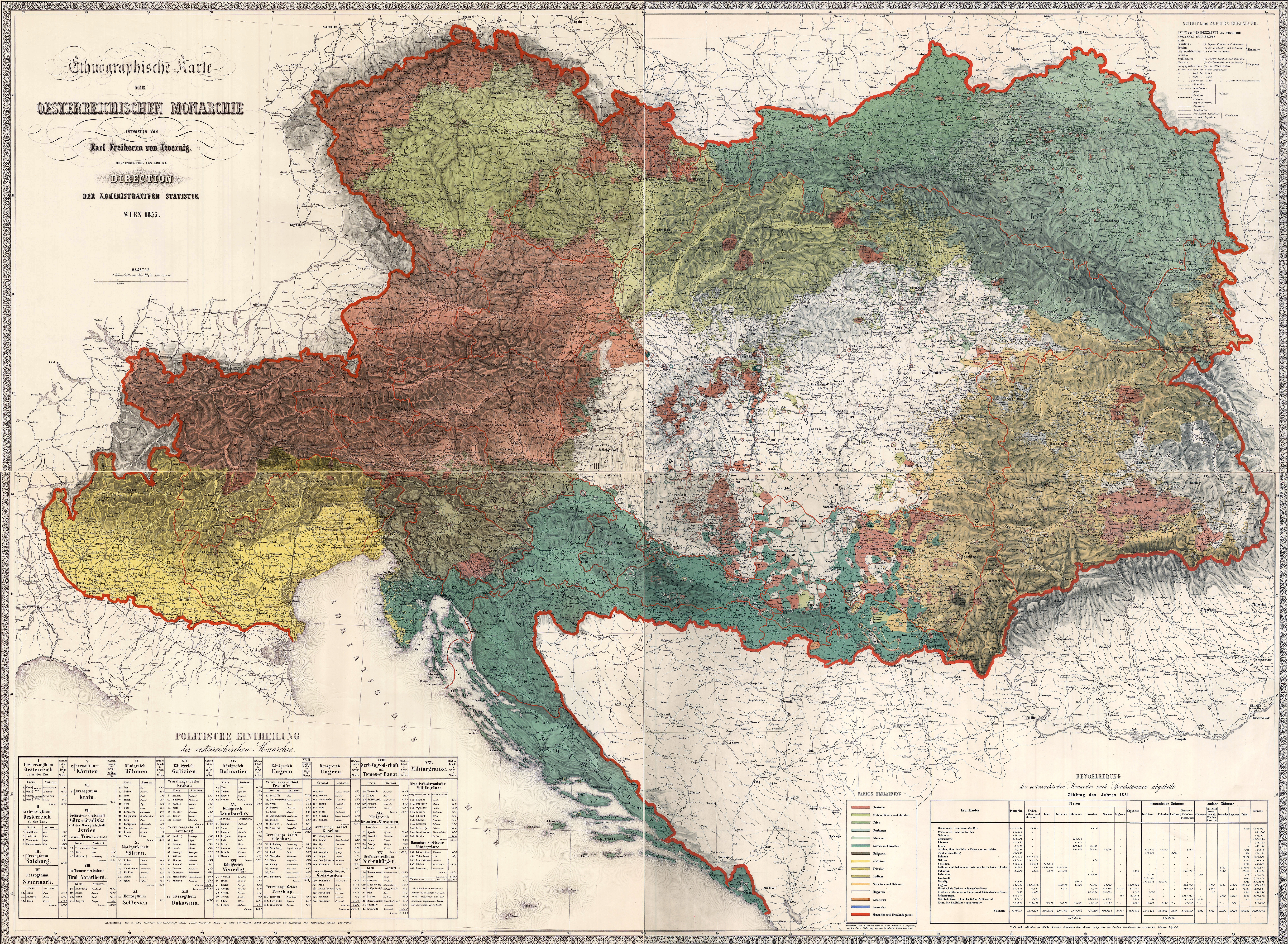
Mappa etnografica dell'Impero austriaco del 1855 (con il Lombardo-Veneto).

L'Impero austriaco, assieme a quello russo, è stato forse l'impero continentale etnicamente più variegato tra tutti quelli esistiti.
Fu proprio questo problema etnico ("tallone d'Achille d'Austria"), che portò alla sconfitta la potente Monarchia asburgica durante la prima guerra mondiale.
L'Impero austriaco, diviso dal 1867 in una parte austriaca e in una parte ungherese, risultava formato da dodici entità nazionali, spesso in conflitto tra loro.
Nella parte austriaca i tedeschi erano la nazionalità più consistente; in Boemia e in Moravia erano in maggioranza i cechi; vi erano province con popolazione polacca e ucraina (Galizia, Lodomeria e Bucovina) e, nelle regioni meridionali, slovena, italiana (nel Trentino, in Istria e a Trieste), serba e croata.
Nella parte ungherese (Regno d'Ungheria), i magiari erano il gruppo etnico più numeroso, pur senza arrivare alla maggioranza della popolazione. Il regno d'Ungheria includeva anche due regioni slave, la Slovacchia e la Croazia, e la Transilvania, abitata in maggioranza da rumeni ma con forti minoranze tedesche e magiare. Nell'Impero vi erano infine consistenti comunità di ebrei. Il problema delle nazionalità dalla fine dell'Ottocento divenne ancora più grave, a causa della politica asburgica di espansione nei Balcani a spese dell'impero ottomano.
Nel 1878 l'Austria occupò la Bosnia ed Erzegovina, e nel 1908 procedette alla sua annessione.
| Tedeschi              | 23,9% |
| Ungheresi             | 20,2% |
| Cechi                 | 12,6% |
| Polacchi              | 10,0% |
| Ruteni [Ucraini]      | 7,9%  |
| Rumeni                | 6,4%  |
| Croati                | 5,3%  |
| Slovacchi             | 3,8%  |
| Sloveni               | 2,6%  |
| Italiani              | 2,0%  |
| Serbocroati in Bosnia | 1,2%  |

#### I conflitti etnici
I principali conflitti e dissensi erano tra le popolazioni slave dell'Impero, ovvero cechi, slovacchi, ruteni, croati, bosniaci, sloveni e polacchi.
Gli slavi pretendevano dall'Imperatore la stessa importanza e influenza del fattore tedesco e magiaro dello Stato; le rivolte antiasburgiche vennero formarsi con la comparsa sulla scena politica europea, di uno Stato slavo indipendente, la Serbia, che sconfiggendo l'Impero ottomano aveva guadagnato la piena sovranità.
I serbi, incoraggiarono le altre popolazioni panslave dell'Impero asburgico a rivoltarsi, e a formare un grande stato slavo indipendente.
Tutto questo andò come previsto, la maggior parte degli slavi del sud prese le distanze da Vienna, mentre gli slavi del nord, ovvero i boemi, rimasero fedeli all'Imperatore sino alla fine.
In seguito a questi eventi, l'Austria tentò in ogni modo di contrastare il crescente nazionalismo slavo, soprattutto in Bosnia.
Il culmine si raggiunse a Sarajevo, quando uno studente serbo sparò all'erede al trono asburgico, l'arciduca Francesco Ferdinando.
Il governo austriaco, furente per l'accaduto, impose un Ultimatum alla Serbia: l'immediata fine dei movimenti antiasburgici; i serbi rifiutarono, così l'Austria-Ungheria, mosse guerra alla Serbia, e si attivò l'immenso domino di alleanze creatosi in Europa, portandola alla prima guerra mondiale.
I magiari e i boemi erano le seconde nazionalità predominanti nell'Impero austriaco.
I magiari si ritenevano indipendenti dall'Austria, legati a lei solo dal comune sovrano; vedevano nell'Austria più una partner economica che un'entità superiore, infatti i nobili magiari vollero sempre mantenere i loro antichi diritti e la loro Costituzione.
In seguito alla formazione dell'Impero austriaco nel 1804, l'Ungheria venne inglobata in un più vasto stato asburgico, dove a capo vi era l'Austria.
Gelosi di conservare l'identità nazionale, i magiari si rivoltarono più volte all'Impero; queste rivolte raggiunsero l'apice nel 1848, quando si arrivò anche se per poco alla creazione di uno stato magiaro indipendente grazie a Lajos Kossuth.
Il tenace orgoglio nazionale ungherese mai svanito anche dopo la soppressione del 1848, obbligò l'Imperatore a firmare nel 1867 un Compromesso, con il quale l'impero asburgico venne diviso in impero austriaco e Regno d'Ungheria.
La Boemia era sin dal Rinascimento un possedimento asburgico, a cui venne tolta l'indipendenza in seguito alla guerra dei trent'anni.
Da allora i boemi hanno sempre combattuto fedelmente a fianco degli Asburgo, che però diedero uno status quo all'Ungheria, trascurando la Boemia, che si sentiva al pari del vicino magiaro e profondamente offesa dal governo austriaco.
L'avversione per questa situazione fu evidente quando nel 1848 l'esercito boemo-imperiale, scese in campo combattendo fino alla vittoria contro gli insorti magiari.
La fedeltà dimostrata dai boemi verso l'Imperatore, era forse dovuta alla continua germanizzazione della Boemia, che iniziò nel lontano Medioevo.

## Cultura

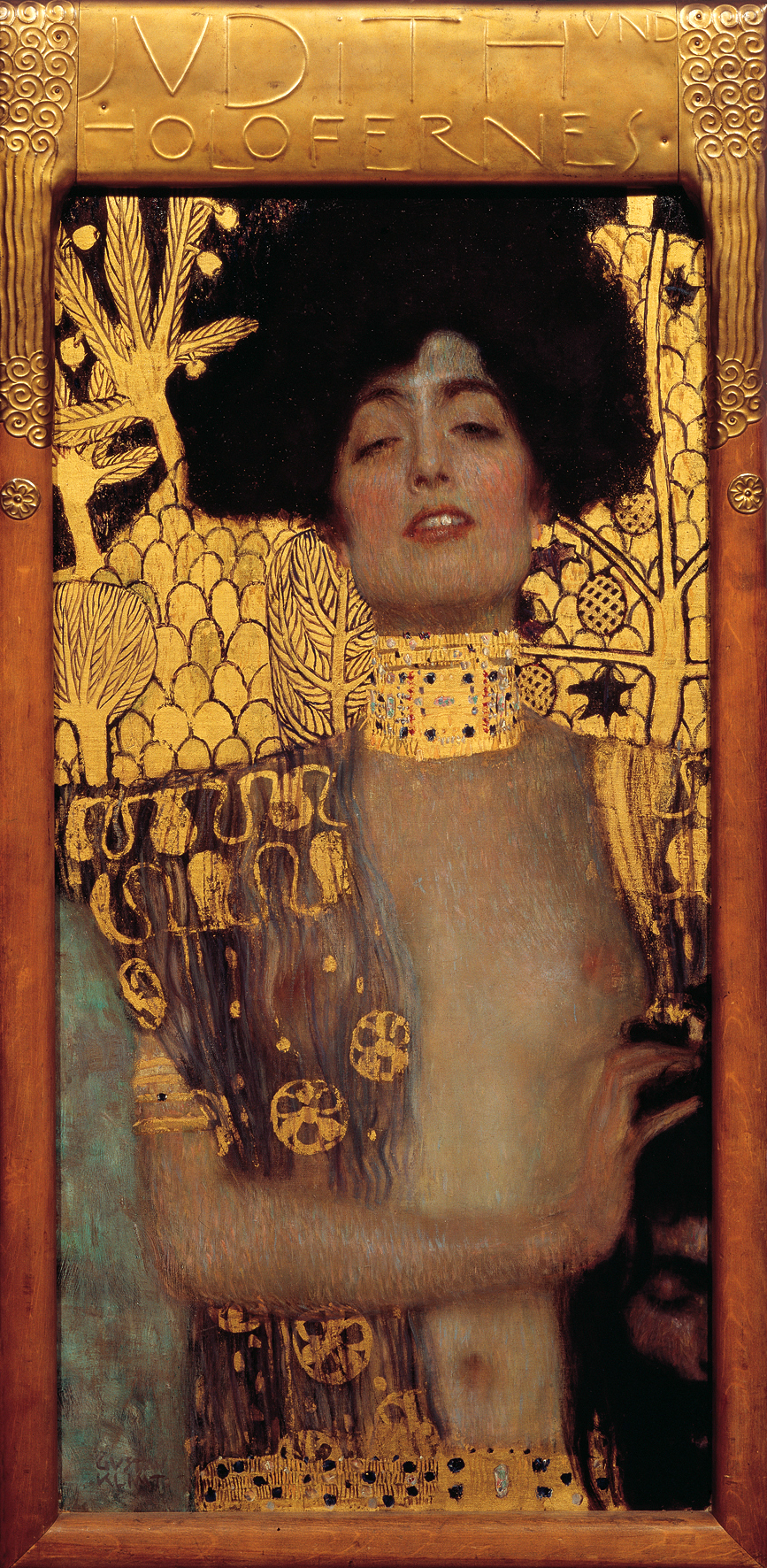
Giuditta di Gustav Klimt.

La cultura dell'Impero austriaco varia a seconda delle popolazioni che lo compongono, le maggiori germanizzate in modo da creare un'unica grande cultura mitteleuropea.
L'Impero è stato punto di incontro di pittori, letterati, generali, pensatori e grandi architetti, grazie alla sua posizione di tramite tra il mondo occidentale e quello orientale (ortodosso e musulmano).
A Vienna per tutta l'Età moderna si sono incontrate le più grandi menti d'Europa, che hanno contribuito a sviluppare la cultura dell'intero paese, facendone la Roma del Danubio.
Qui si incontravano i grandi illuministi nei salotti degli Asburgo, mentre ascoltavano le geniali note di grandi musicisti come Wolfgang Amadeus Mozart.
Si riunivano alla corte dell'imperatore i migliori artisti e architetti d'Europa, che fecero stare sempre all'avanguardia in campo artistico la capitale asburgica.
L'Austria e la Boemia erano i due Paesi culturalmente più evoluti dell'impero asburgico, e grazie al loro grande patrimonio artistico e alle loro meravigliose città (Vienna e Praga), contribuirono alla nascita di una nuova e all'avanguardia cultura mitteleuropea.
Furono i Paesi natali di grandi artisti, letterati e pensatori, che influirono non solo sulla cultura dell'impero, ma divennero famosi in tutto il mondo.
Questa "cultura mitteleuropea" si esprime principalmente nell'architettura, infatti alla fine del XIX secolo l'architettura austriaca e boema avevano molte caratteristiche simili.
Si ebbe in Austria la nascita dell'architettura secessionista, che nasce proprio a Vienna e influenzerà la cultura austriaca sino alla prima metà del XX secolo.
In Ungheria e nei Paesi slavi questa avanguardia culturale veniva meno; anche se influenzata dalla vicina Austria, l'Ungheria mantenne le culture e le tradizioni medievali, che sembravano radicate in tutto il Paese, tranne che nella capitale Budapest, che alla metà dell'Ottocento era ai livelli di Praga e di Vienna.
Infatti molti artisti e letterati ungheresi si trasferirono a Vienna, dove poterono incontrare e confrontarsi con molti altri artisti.

### La secessione viennese
L'introduzione di questi nuovi concetti nella cultura del XIX secolo, segna l'improvviso crollo dei valori e degli insegnamenti accademici che per tutto il secolo avevano guidato la produzione artistica. L'accademismo aveva rappresentato i fasti dell'aristocrazia, soprattutto nell'Europa centrale dove era più forte la tradizione monarchica.
Lo sviluppo industriale in Germania e in Austria favorì la nascita di un sistema sociale basato sulla borghesia imprenditoriale che ben presto avrebbe sostituito l'ormai vecchia e logora aristocrazia. La borghesia liberale che aderisce alle idee socialiste attira le simpatie dei ceti meno abbienti, è il primo segno della fine degli Imperi centrali.
Vienna sul finire dell'Ottocento è la capitale dell'Impero austro-ungarico. Dopo i moti della metà del secolo sedati da Francesco Giuseppe e il decollo dell'economia industriale si vive un periodo di relativa calma politica. La città si appresta a diventare una metropoli, centro di un impero formato da popoli diversi, per cui disposta ad accettare tutti gli stili, anche quelli regionali. Vienna dev'essere adeguata a servire i bisogni della nuova borghesia. Si abbattono le mura della città antica, e si espande il raggio urbano. La zona d'espansione è chiamata Ring (Anello). Gli edifici, abitazioni e commerci della nuova borghesia, che prospettano sul Ring sono in stile eclettico, hanno strutture moderne e innovative in acciaio e cemento, ma sono ricoperti da apparati decorativi in stile neogotico, neoclassico, rinascimentale e così via, con citazioni di singoli episodi dell'arte del passato. Sul Ring si costruiscono anche teatri, musei e strutture pubbliche per soddisfare le esigenze della mondanità borghese.
In questo clima di rinnovamento sociale ed economico, un gruppo di artisti nel 1881 comincia a riunirsi regolarmente in un caffè, per esporre nuove idee in merito all'arte, alla produzione industriale all'estetica.
Nel 1896 quaranta artisti capeggiati dal pittore Gustav Klimt dichiarano la scissione dalla Künstlerhaus, la potente associazione ufficiale degli artisti viennesi, che non riconosce il nuovo gruppo. Nel maggio 1897 Klimt insieme ad altri 17 membri dichiara la Secessione dalla Künstlerhaus. Joseph Hoffman aderisce alla secessione nel 1898 e Otto Wagner nel 1899. A ruota anche un altro gruppo si stacca dalla Künstlerhaus senza raggiungere esiti da essere presi in considerazione dalla critica storica.
Con la costituzione della Secessione gli artisti viennesi riescono scuotere le fondamenta dell'accademismo e acquisiscono popolarità presso i nuovi borghesi che saranno i committenti principali.
Il merito principale del movimento secessionista non è quello di essere precursore del movimento moderno, ma di avere combattuto la falsità dello stile eclettico. È logico che la Secessione così come lo Jugendstil, l'Art Nouveau, il Modernismo e il Liberty, non potesse diventare il nuovo stile del Novecento sia per la rapidità del fenomeno, sia per i profondi legami con la borghesia capitalistica.
Il periodo di maggior affermazione della Secessione dura circa sei anni, poi le dure critiche che arrivano da più parti esauriscono naturalmente il movimento.
Nei sei anni di attività del gruppo secessionista resta un bilancio positivo, la costruzione dell'edificio della Secessione, venti esposizioni, la pubblicazione di Ver Sacrum (Primavera Sacra), sono i risultati tangibili, ma al di là di questo c'è la consapevolezza di essere diventati caposcuola dello stile floreale in Europa.
L'ispiratore della Secessione è Gustav Klimt pittore e decoratore, vero riformatore delle arti applicate in Austria, oltre a lui i protagonisti sono Olbrich, Wagner, Hoffman.

### Arte

#### Musicisti
- Alban Berg
- Anton Bruckner
- Gustav Mahler
- Arnold Schönberg
- Franz Schubert
- Famiglia Strauss
- Alexander von Zemlinsky

#### Architetti
- Max Fabiani
- Joseph Maria Olbrich
- Otto Wagner

#### Pittori e scultori
- Gustav Klimt
- Oskar Kokoschka
- Egon Schiele

#### Scrittori
- Peter Altenberg
- Hermann Bahr
- Hugo von Hofmannsthal
- Karl Kraus
- Alexander Lernet-Holenia
- Gustav Meyrink
- Robert Musil
- Leo Perutz
- Rainer Maria Rilke
- Joseph Roth
- Arthur Schnitzler
- Stefan Zweig

## Geografia

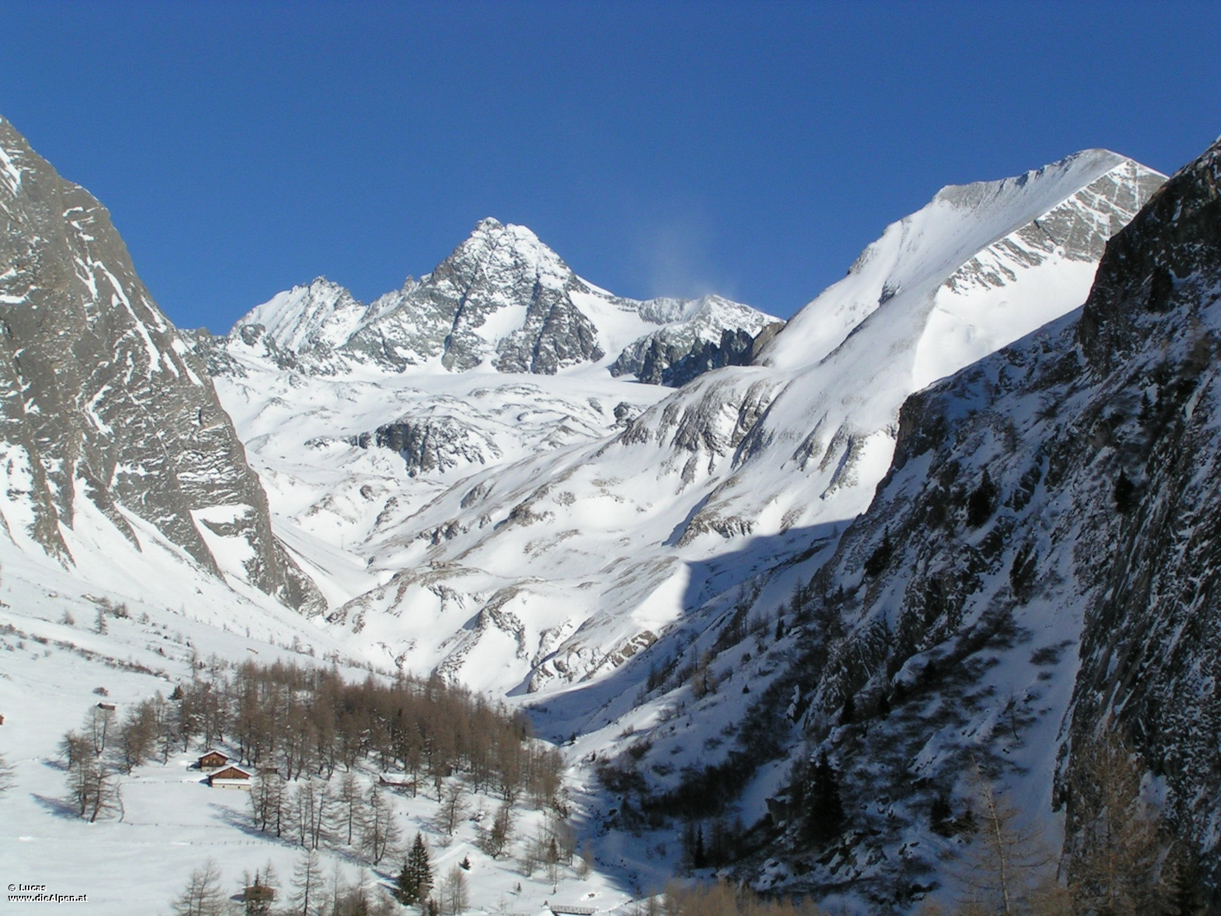
Versante sud del Großglockner.

### Morfologia e idrografia
L'impero austriaco si sviluppava principalmente nell'Europa centrale e nei Balcani, confinava a nord con la Germania e la Russia, a sud con l'Impero ottomano (in seguito alle guerre balcaniche confinerà a sud con la Serbia) e l'Italia, a ovest con la Germania e la Svizzera e a est con la Romania; le province più lontane dell'Impero erano il Vorarlberg a ovest e la Transilvania a est.
L'Impero comprendeva varie catene montuose:
le Alpi orientali, le Alpi Dinariche, le Alpi Transilvaniche, i Carpazi e i Sudeti, i cui picchi principali erano: il Großglockner (3797m), i Tatra (2655m), il Moldoveanu (2543m) e il Durmitor (2522m).
Le pianure più estese si trovavano in Ungheria (Pianura ungherese) e in Italia (Pianura veneto-friulana e Pianura Padana).
I principali laghi erano il lago Balaton e lago di Costanza; l'unico sbocco sul mare che lo stato asburgico possedeva era costituito dal Mar Adriatico.
L'Impero era attraversato da numerosi corsi d'acqua, i principali dei quali erano il Danubio con i suoi affluenti, e i lunghi fiumi che dalla Boemia scendevano fino al Mare del Nord.
I principali corsi fluviali dell'impero erano:
- Danubio
- Drava
- Moldava
- Sava
- Mureș
- Tibisco
- Inn
- Po
- Adige

### Città e demografia
L'impero austriaco basava la propria forza sulle sue grandi città e sulle numerose persone che le popolavano, di varie etnie e con usi e costumi differenti.
La città più grande dell'Impero era Vienna che nel 1848 superava il milione e mezzo di abitanti, seguivano Praga, Milano, Trieste, Budapest e Cracovia, nelle quali era concentrato il maggior numero degli abitanti dello stato asburgico, anche una buona parte della popolazione risiedeva nelle campagne.
La capitale, Vienna, era a quell'epoca una delle città più popolose d'Europa, dove si svolgevano importanti affari commerciali e politici tra i vari stati, fungeva da crocevia per l'Oriente e in particolare per Costantinopoli, dalla quale venivano importati molti prodotti esotici e di altissima qualità.
La popolazione dell'Impero austriaco conobbe un'enorme crescita demografica dal periodo che va dalle guerre napoleoniche al 1910, dove da ventuno milioni di abitanti nel 1805, si arrivo a quasi cinquanta milioni nel 1910. Era costituita principalmente da tedescofoni che per numero erano l'etnia più numerosa (circa il 24% della popolazione totale), ai quali seguivano i magiari, i cechi, i polacchi, i croati, gli slovacchi, i serbi, i rumeni, i ruteni, gli sloveni e gli italiani.

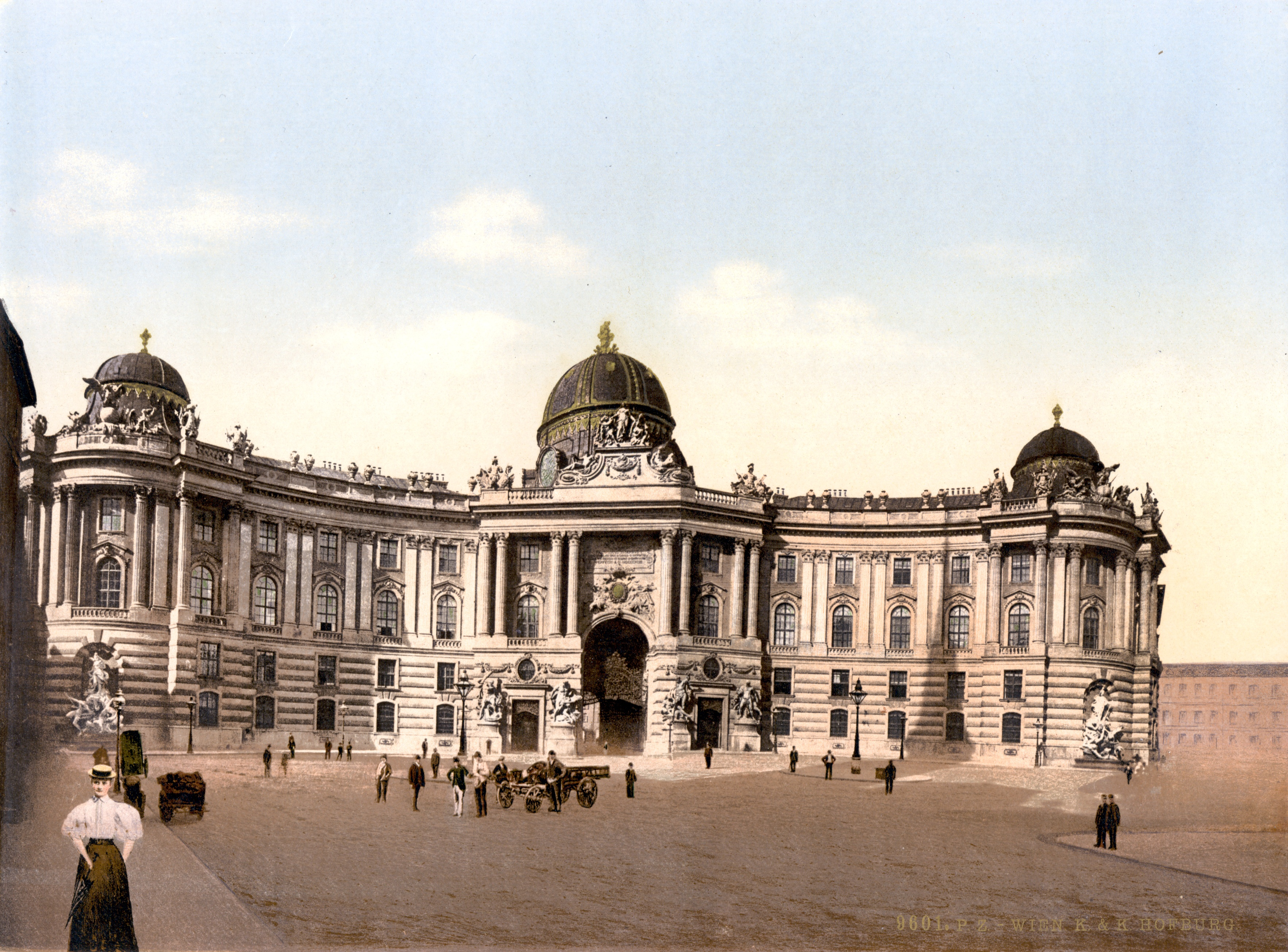
Vienna, Hofburg, fortezza asburgica fin dal XIII secolo, in un'immagine del 1900

Le grandi città dell'impero austriaco erano:
- Vienna
- Praga
- Bratislava
- Milano
- Trieste
- Budapest
- Cracovia
- Graz
- Venezia
- Linz

### Composizione dell'Impero austriaco
| Nome                | Tipologia          | Capitale                                 | Nazionalità                       | Acquisizione                            | Religione              |
| ------------------- | ------------------ | ---------------------------------------- | --------------------------------- | --------------------------------------- | ---------------------- |
| Boemia              | Regno              | Praga                                    | tedesca, ceca                     | 1526                                    | Protestante, cattolica |
| Ungheria            | Regno              | Budapest                                 | ungherese, tedesca, slava, rumena | 1526                                    | Cattolica, ortodossa   |
| Dalmazia            | Regno              | Zara                                     | italiana, croata                  | 1797                                    | Cattolica              |
| Galizia e Lodomiria | Regno              | Cracovia                                 | polacca, ucraina, rutena          | 1772                                    | Cattolica, ortodossa   |
| Croazia e Slavonia  | Regno              | Fiume                                    | italiana, croata, ungherese       | 1538                                    | Cattolica              |
| Lombardo-Veneto     | Regno              | Milano (1815-1859) e Venezia (1859-1866) | Italiana                          | Mantova 1708, Milano 1714, Venezie 1815 | Cattolica              |
| Austria             | Arciducato         | Vienna                                   | tedesca                           |                                         | Cattolica              |
| Carinzia            | Ducato             | Klagenfurt                               | tedesca, slovena                  |                                         | Cattolica              |
| Carniola            | Ducato             | Lubiana                                  | slovena, tedesca                  |                                         | Cattolica              |
| Salisburgo          | Ducato             | Salisburgo                               | tedesca                           |                                         | Cattolica              |
| Slesia              | Ducato             | Breslavia                                | tedesca, ceca                     | 1526                                    | Cattolica, protestante |
| Stiria              | Ducato             | Graz                                     | tedesca, slovena                  |                                         | Cattolica              |
| Bucovina            | Ducato             | Černivci (Czernowitz)                    | ucraina, rutena                   | 1775                                    | Cattolica, ortodossa   |
| Transilvania        | Gran Principato    | Brașov (Kronstadt)                       | tedesca, ungherese, rumena        | 1699                                    | Ortodossa, cattolica   |
| Moravia             | Margraviato        | Brno (Brunn)                             | tedesca, ceca                     | 1526                                    | Cattolica, protestante |
| Istria              | Margraviato        | Pola                                     | italiana, croata, slovena         | 1797                                    | Cattolica              |
| Gorizia e Gradisca  | Contea Principesca | Gorizia                                  | italiana, slovena                 | 1500                                    | Cattolica              |
| Tirolo              | Contea             | Innsbruck                                | tedesca, italiana                 |                                         | Cattolica              |
| Vorarlberg          | Cantone            | Bregenz                                  | tedesca                           |                                         | Cattolica              |
| Trieste             | Città autonoma     | Trieste                                  | italiana, slava                   | 1382 (dedizione)                        | Cattolica              |

## Esercito

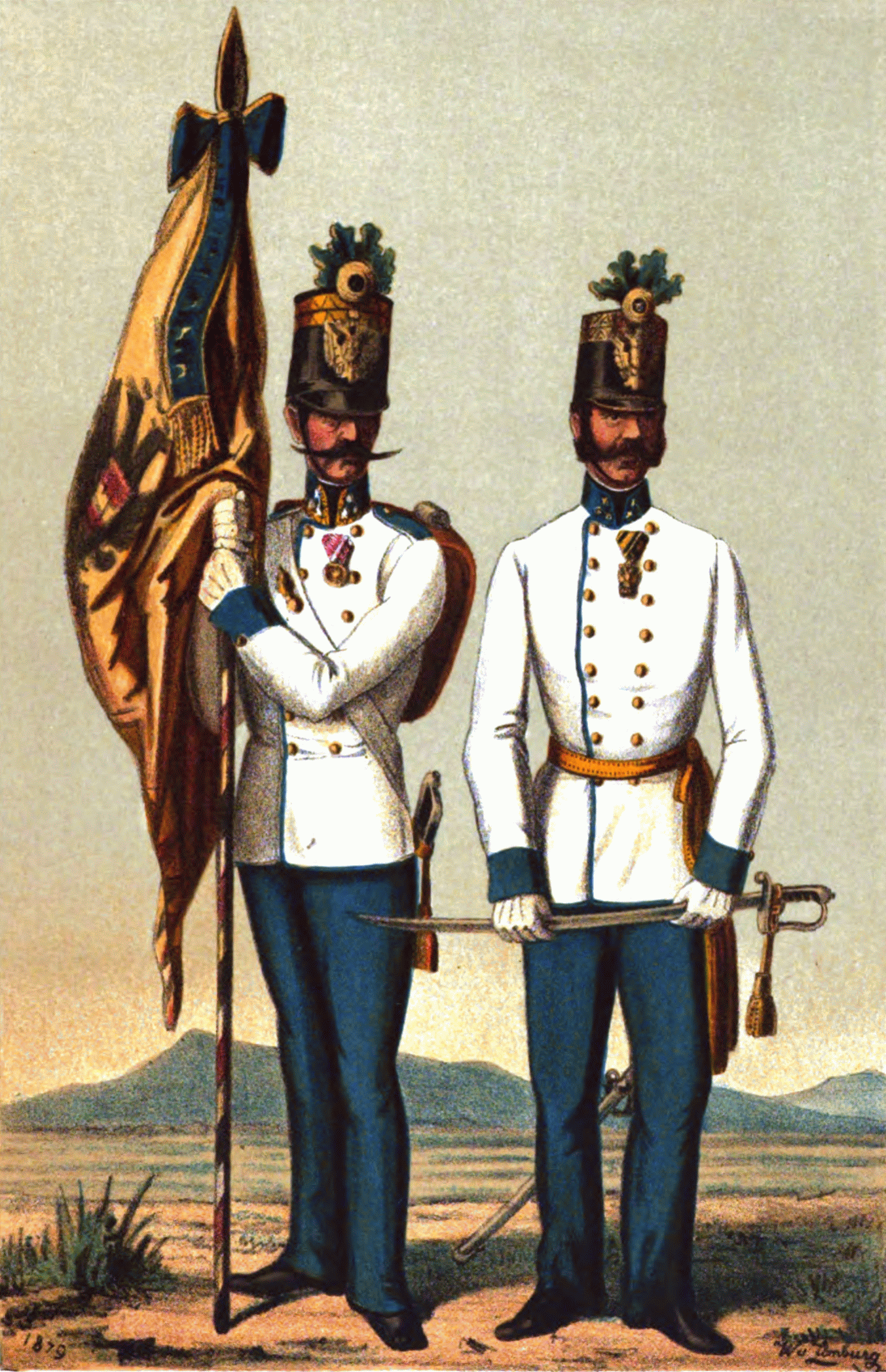
stampa raffigurante il Portabandiera e un fante dell'esercito austriaco.

L'esercito dell'Impero austriaco era uno dei più numerosi e potenti d'Europa, combatté numerose battaglie contro i francesi durante le guerre napoleoniche dove venne sconfitto più volte, e contro italiani e prussiani nella prima e nella seconda guerra d'indipendenza italiana.
Nel 1800, l'esercito austriaco stanziava 92.000 soldati in Germania, 92.000 in Italia, 8.000 in Dalmazia e possedeva una riserva di circa 15.000 unità, spesso milizie o volontari.
Lungo tutta la linea di confine sud-orientale con l'impero ottomano, erano stanziate qualche migliaio di guardie di confine, che avevano il compito di sorvegliare e difendere la frontiera dell'Impero.
Venne anche istituita una milizia territoriale, Landwehr, aveva il compito di difendere il territorio austriaco; era la principale unità dell'esercito nella seconda metà del XIX secolo.
A partire dal 1848 in seguito ai moti di quello stesso anno, venne creata una guardia cittadina, era un'unità al di fuori dell'esercito imperiale e aveva il compito di difendere la città dall'abusiva autorità dell'Imperatore.
L'élite dell'esercito era la Guardia imperiale austriaca.
Nel suo insieme l'esercito austriaco contava (dati orientativi del 1859) teoricamente 800.000 uomini in tempo di guerra e 420.000 in tempo di pace dei quali 320.000 fanti, 50.000 cavalieri, 30.000 artiglieri e 20.000 addetti ai servizi. I vari reparti dell'esercito erano indicati a volte con il nome del comandante, a volte con un nome tradizionale, in altri casi con il nome tradizionale del proprietario o del comandante onorario. Quasi tutti erano contrassegnati da un numero.
Come per altri eserciti, le vivandiere e le lavandaie, in esercitazione e in guerra, seguivano i loro battaglioni con carri propri e in taluni casi indossavano anche un'uniforme.
La disciplina nell'esercito era assai dura ma chiaramente spiegata ai soldati e, secondo le prescrizioni, nella lingua materna. La dottrina di impiego era sperimentata e applicata con continue e prolungate esercitazioni dopo attento studio; i regolamenti dei reparti minori, dal battaglione compreso a scendere, erano dettagliatissimi e stampati nelle varie lingue.
L'armamento era eccellente; quello individuale, sino al 1855 quando le fabbriche lombarde e venete vennero chiuse per eliminare la concorrenza, era di prevalente costruzione italiana. Forse i pezzi di artiglieria (cannoni e obici) erano inferiori a quelli piemontesi e francesi, ma godevano di una maggiore celerità di tiro.
Nel complesso l'esercito imperial-regio era uno strumento saldo, serio, preparato, mobile, disciplinato, curato da tutti, ligio ai regolamenti, ma capace di autonome iniziative a tutti i livelli, molto sensibile al fattore morale e reattivo in funzione della capacità degli ufficiali superiori.
La composizione multietnica dell'impero poi, se da un lato complicava terribilmente l'aspetto amministrativo, forniva all'esercito tutta una serie di eccellenti truppe particolari, quali i Jager tirolesi, i Grenzer croati, gli Ussari e i Granatieri Ungheresi, ammontanti per di più a un numero rilevante nell'insieme delle forze complessive.

### La struttura dell'esercito austriaco

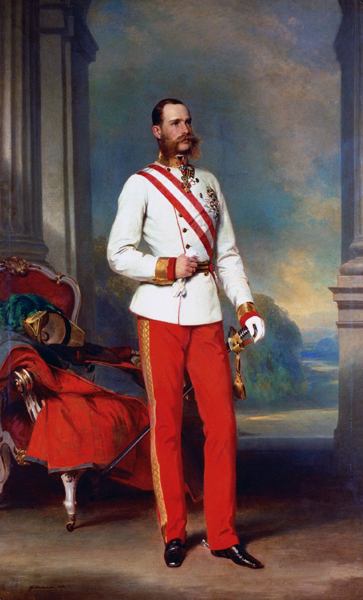
L'imperatore Francesco Giuseppe era il comandante in capo dell'esercito, 1848-1916

Il comando supremo era concentrato nella persona dell'Imperatore. Il Ministro della Guerra al campo assumeva anche il comando effettivo dell'esercito. A disposizione dell'Imperatore vi erano:
- le supreme cariche di Corte: aiutanti di campo, consiglieri, stati maggiori, autorità civili e militari;
- la cancelleria militare centrale per la compilazione e la diramazione degli ordini.

Il comando supremo era assimilabile a un moderno ministero della guerra. Lo stato maggiore comprendeva quattro marescialli, 265 generali, 125 aiutanti di campo, il Corpo di Stato Maggiore (126 ufficiali in tempo di pace e 180 in caso di guerra), il Corpo degli ingegneri topografi.
L'esercito (Legge per l'esercito datata 27 settembre 1850) era ordinato in quattro armate (la 2^ per l'Italia) ognuna delle quali comprendeva 3-4 Corpi d'Armata, ognuno su 2-4 Divisioni. Ogni divisione era articolata su 2-3 brigate. Una brigata comprendeva normalmente una batteria di artiglieria e due reggimenti, ciascuno suddiviso in più battaglioni a loro volta formati da sei compagnie. Ogni divisione disponeva, in genere, di un reggimento di cavalleria e ogni brigata anche di un battaglione di cacciatori.
Unità dell'esercito austriaco nel 1805:
- Fanteria (305.450)
- Cavalleria (42.340)
- Artiglieria (12.330)
- Grenzer (57.400)
- Genieri (5.780)

L'esercito si ingrandì notevolmente dopo la soppressione del dominio napoleonico. Basti guardare i suoi valori sensibilmente variati nel 1859, quando l'esercito imperiale disponeva di 619.000 unità:
Unità dell'esercito austriaco nel 1859:
- Fanteria (compresi 28.000 cacciatori a piedi e 14 reggimenti di fanteria, detti Croati (i precedenti Grenzer), che comprendevano 55.000 soldati) (458.000)
- Cavalleria pesante (17.000)
- Cavalleria leggera (39.000)
- Artiglieria con 792 cannoni (50.000)
- Genieri (zappatori e pionieri) (13.000)
- Treno (12.000)
- Carabinieri, pontieri, soldati di sanità, ecc. (30.000)

Oltre ad altre 79.000 unità così ripartite:
- Addetti agli stabilimenti militari, scuola, mandrie, invalidi, compagnie di disciplina, ecc. (27.000)
- Uomini di fanteria e dragoni di stato maggiore (austriaci) 1.800
- Battaglioni franchi, di cavalleria irregolare, di cavalleria e di artiglieria di frontiera (50.000)

### Gradi militari
Gli ufficiali dell'esercito austriaco provenivano in minima parte dall'Accademia e in gran parte dai reparti, i cosiddetti cadetti (dal latino caput, poi francese cadet = capo).
I sottufficiali venivano tratti dai soldati più anziani e più capaci e potevano venire inviati a frequentare corsi speciali per potere essere promossi ufficiali.
La leva del personale di truppa variava secondo le esigenze; vigeva la leva obbligatoria, ma molte erano le esenzioni.
Gradi militari delle'esercito austriaco nel 1807:
- Generalissimo (spesso era l'Arciduca d'Austria)
- Feldmarschall (generale d'armata)
- Feldzugmeister (generale di corpo d'armata)
- Feldmarschall Leutnant (generale di divisione-tenente feldmaresciallo)
- General Major (generale di brigata)
- Oberst (colonnello)
- Oberst Leutnant (tenente colonnello)
- Major (maggiore)
- Hauptmann (capitano)
- Oberleutnant (tenente)
- Leutnant (sottotenente)
- Feldwebel (sergente maggiore)
- Führer (sergente)
- Caporal (caporale)
- Gefreiter (sottocaporale o scelto)

### Comandanti dell'Impero
- Giovanni I Giuseppe di Liechtenstein
- Albert von Neipperg
- Michael von Kienmayer
- Joseph Alvinczy von Berberek
- Michael von Melas
- Karl Philipp Fürst zu Schwarzenberg
- Josef Radetzky

## Religione
La religione ufficiale dell'Impero austriaco era il cattolicesimo, praticato dalla maggior parte dei tedeschi e dei magiari; era stata da sempre e per secoli il motivo di conflitto con il vicino impero ottomano, che perdendo potere a ristretto sempre di più i territori islamici nella penisola dei Balcani, e dato spazio alla fede cattolica e a quella ortodossa.
Tra le varie popolazioni dell'Impero le religioni più praticate erano: il cattolicesimo (77,2%), il protestantesimo (8,9%), la religione ortodossa (8,7%), l'ebraismo (3,9%), e l'islamismo (1,1%).
Lo stato era tollerante con le altre religioni, per godere dell'appoggio dei loro fedeli, strategia che il governo asburgico usò fino al 1918; tuttavia ci sono stati molti tentativi con la germanizzazione dell'Impero, di unificare la popolazione sotto la Chiesa cattolica.
La Chiesa cattolica nell'Impero austriaco aveva non molta rilevanza politica e i rapporti tra gli Asburgo e i pontefici peggiorarono progressivamente, anche in seguito alle riforme liberali compiute dai predecessori degli imperatori austriaci come Giuseppe II (giuseppinismo).
In pratica sino dal XVIII secolo lo stato asburgico non riconobbe più nessun privilegio politico della Chiesa cattolica; questo fu necessario, dal momento che l'Impero degli Asburgo era un mosaico di etnie, che praticavano religioni diverse: le riforme anticlericali furono volte anche a favore di una politica più tollerante verso le minoranze, riducendo privilegi e discriminazioni.
L'Impero austriaco e la Chiesa cattolica non si riappacificarono mai, dato che i tempi e i nuovi ideali laici del XIX secolo non lo permisero. La situazione austriaca rispecchiava comunque un fenomeno diffuso in tutta Europa.
Nelle terre austriache la Chiesa cattolica contava sulle seguenti diocesi:
- Arcidiocesi di Salisburgo (eretta nel 798) con le diocesi suffraganee:
  - Diocesi di Graz-Seckau
  - Diocesi di Gurk
  - Diocesi di Lavant
- Arcidiocesi di Vienna (eretta nel 1469) con le diocesi suffraganee:
  - Diocesi di Linz
  - Diocesi di Sankt Pölten
- Arcidiocesi di Gorizia (eretta nel 1751) con le diocesi suffraganee:
  - Diocesi di Lubiana
  - Diocesi di Parenzo e Pola
  - Diocesi di Trieste e Capodistria
  - Diocesi di Veglia
- Diocesi di Trento
- Direttamente soggetta alla Santa Sede:
  - Abbazia territoriale di Wettingen-Mehrerau

## Economia

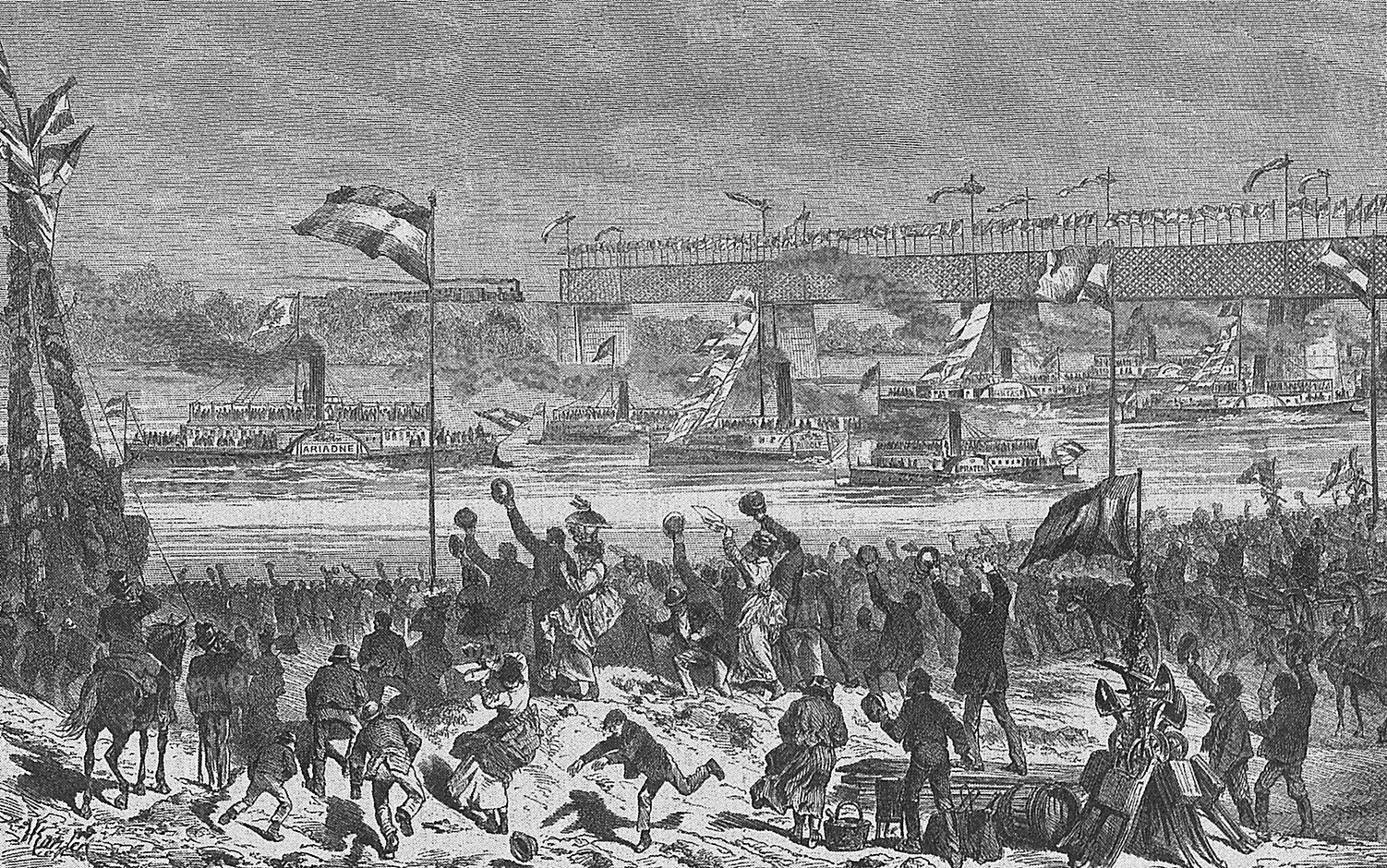
Il Danubio viennese nel 1875

L'economia dell'Impero austriaco si basava sul commercio che scorreva lungo il Danubio, sulla fiorente agricoltura delle pianure ungheresi e della pianura padana e della valle del Danubio e sulle grandi industrie che si trovavano per la maggior parte nelle grandi città.
L'agricoltura era ancora l'attività prevalente in tutto l'Impero, e ne era la spina dorsale dalla quale dipendeva il rifornimento dell'esercito.
Le più vaste zone agricole dello stato asburgico si trovavano nella valle del Danubio e nella vasta pianura ungherese.
Sui monti e sulle colline veniva praticato l'allevamento e la pastorizia, di cui vivevano principalmente gli abitanti del luogo.
Le principali industrie erano concentrate nelle periferie delle grandi città come: Vienna, Graz, Budapest, Linz, Trieste, Praga e Cracovia.
L'industria austriaca e austro-ungarica conobbe il maggiore sviluppo durante la Corsa alle armi degli inizi del Novecento.
I principali partner economici dell'Impero austriaco erano la Germania, con la quale strinse la Triplice alleanza e il Regno d'Ungheria, con il quale firmo nel 1867 il Compromesso.
L'Impero intraprendeva scambi anche con i Paesi confinanti, come l'Italia e l'impero ottomano, anche se con quest'ultimo ebbe sempre un pessimo rapporto politico.
In cambio di proficui scambi commerciali l'impero austriaco offriva eccellenti ingegneri e architetti, che si impegnarono molto nella costruzione di grandi opere architettoniche all'estero.

### Il Danubio
Il Danubio era ed è ancora oggi uno dei più importanti beni economici dell'Austria; l'Impero austriaco ne controllava quasi la totalità, e ciò rese possibile un prospero traffico di commercio fluviale.
Dal Danubio venivano effettuati scambi commerciali con i principati tedeschi, la Svizzera e gli stati dei Balcani, che allora erano fortemente influenzati dall'Impero.
Anche se su scala più ridotta, vi era un fiorente commercio che scorreva lungo le principali arterie del Danubio.

### La moneta
Il Gulden o fiorino fu la moneta dell'Impero austriaco tra il 1754 e il 1892. Il nome Gulden fu stampato sulle banconote austriache in tedesco, mentre le monete vennero coniate usando il termine Florin. Il nome Forint fu usato nelle monete e banconote in ungherese.
Con l'introduzione del Konventionstaler nel 1754, il fiorino fu definito come mezzo Konventionstaler e perciò equivalente a 1/20 del Marco di Colonia d'argento, cioè ~11,7 g di fino, e suddiviso in 60 Kreuzer. Il fiorino divenne l'unità standard della monarchia asburgica e rimase in uso fino al 1892.
Nel 1857 in Germania e nell'impero austriaco fu introdotto il Vereinsthaler con un contenuto di 16⅔ grammi d'argento.
Questo peso era di poco inferiore a 1,5 volte il contenuto in argento del fiorino. Di conseguenza l'Austria-Ungheria adottò un nuovo standard per il fiorino che ora conteneva 2/3 dell'argento del Vereinsthaler. Ciò provocò una svalutazione della moneta del 4,97%.
L'Impero nello stesso tempo decimalizzò la propria valuta creando un nuovo sistema con 100 Kreuzer = 1 Fiorino e 1½ Fiorino = 1 Vereinsthaler.
Quando nel 1866 la Prussia sconfisse l'Austria, questa uscì dallo Zollverein e nel 1867 si indirizzò verso l'Unione Monetaria Latina. Furono perciò emesse monete d'oro da 8 e 4 fiorini che erano equivalenti alle monete da 20 e 10 lire/franchi.
Tuttavia l'Austria non completò l'ingresso nell'Unione che era stato previsto per il 1870.
Il fiorino austroungarico fu sostituito dalla corona austro-ungarica nel 1892 al tasso di 2 corone = 1 fiorino.

## Documenti

### Il Congresso di Vienna
Il Congresso fornì il pretesto per una serie di grandiosi festeggiamenti con cui l'aristocrazia e i sovrani cercarono di rinnovare i rimpianti splendori del secolo XVIII, e che attirarono a Vienna un'ibrida folla di principi, aristocratici, mendicanti, spie, e borseggiatori.
Tutti accorsero alla più musicale delle capitali europee [...].
L'Imperatore d'Austria, Francesco I, coscienzioso, conservatore e alquanto alla buona, fu un ospite di straordinaria generosità, anche se ciò comportò serie conseguenze per il tesoro austriaco.
Il comitato per i festeggiamenti organizzò per gli innumerevoli ospiti un ricco programma di balli, gare di slitta e di pattinaggio, battute di caccia, spettacoli di gala, concorsi ippici e concerti, sontuosi banchetti.
Mentre tante energie venivano sprecate nell'adempimento dei doveri mondani, il Congresso si creò una fama di frivolezza e di irresponsabilità.
E.V.Gulick, L'ultima coalizione e il Congresso di Vienna, in "Storia del Mondo Moderno", Milano, 1969

### Nella battaglia di Solferino e San Martino
La nebbia azzurrina fra i due fronti si diradò un poco...Allora fra il sottotenente e le schiere di soldati, comparve l'Imperatore con due ufficiali dello stato maggiore.
Fece per portarsi agli occhi un binocolo da campo che uno degli accompagnatori gli porgeva.
Trotta sapeva cosa ciò significava: ammesso pure che il nemico stesse ripiegando, la sua retroguardia aveva pur sempre il viso rivolto agli austriaci, e chi alzava un binocolo si faceva riconoscere come un bersaglio che valeva la pena di colpire.
E questi era il giovane Imperatore.
Trotta si sentì il cuore in gola.
La paura per l'immaginabile, immensa catastrofe che avrebbe nichilito lui stesso, il reggimento, l'esercito, lo Stato, il mondo intero, gli trapassò il corpo con brividi ardenti...Con le mani afferrò le spalle del Monarca perché si chinasse.
La presa del sottotenente fu sin troppo energica.
L'Imperatore cadde a terra di botto e gli accompagnatori si precipitarono in suo aiuto.
In quell'istante una pallottola trapassò la spalla sinistra del sottotenente, quella pallottola, appunto, che era destinata al cuore dell'Imperatore.
Joseph Roth, La marcia di Radetzky, Milano, Adelphi, 1987

## Imperatori d'Austria
- Francesco II, imperatore del Sacro Romano Impero 1792-1806, imperatore d'Austria come Francesco I 1804-1835
- Ferdinando I, imperatore d'Austria 1835-1848
- Francesco Giuseppe I, imperatore d'Austria 1848-1916; re Francesco Giuseppe d'Ungheria dal 1867-a volte indicato come "Francesco Giuseppe"
- Carlo I, imperatore d'Austria 1916-1918; re Carlo IV d'Ungheria-a volte indicato come "Carlo". Morì in esilio nel 1922.

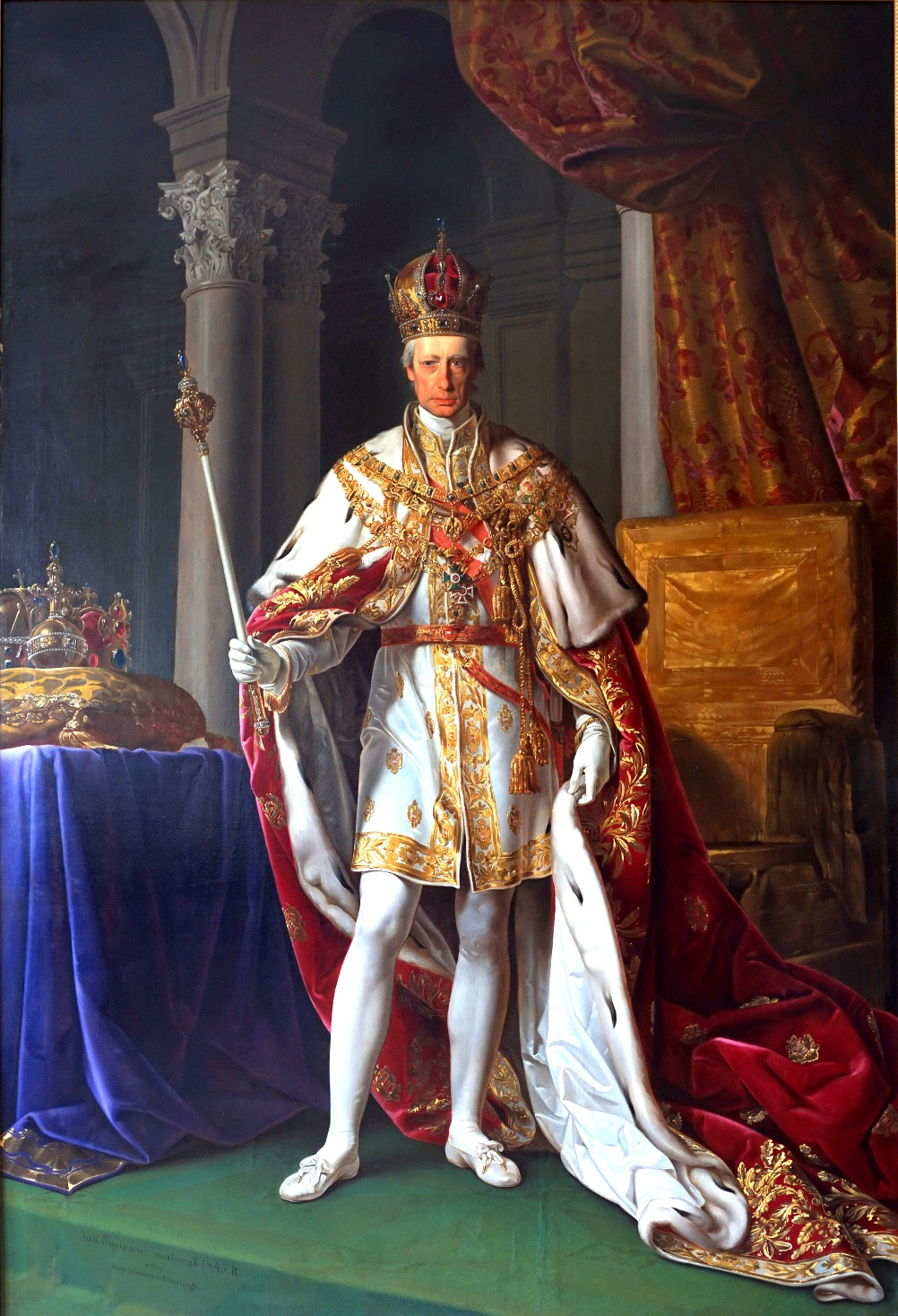
Francesco I d'Austria
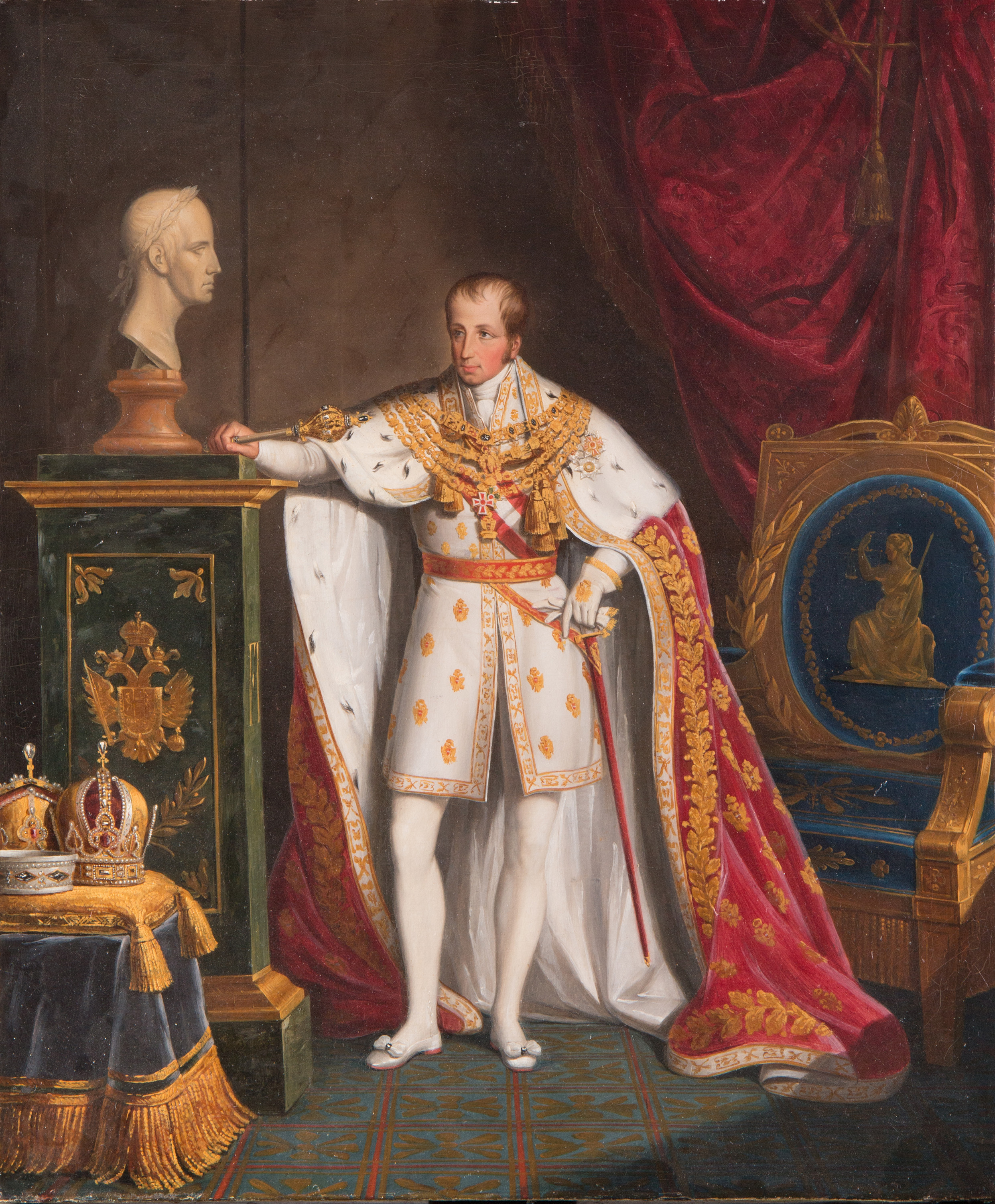
Ferdinando I d'Austria
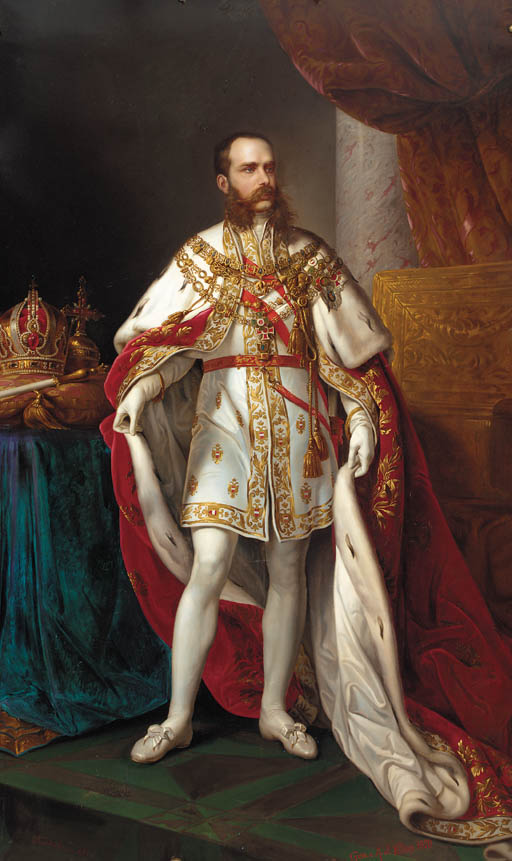
Francesco Giuseppe I d'Austria
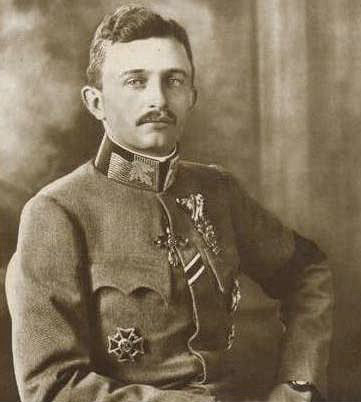
Carlo I d'Austria

| Imperatore           | dal              | al               |
| Francesco I          | 11 agosto 1804   | 2 marzo 1835     |
| Ferdinando I         | 2 marzo 1835     | 2 dicembre 1848  |
| Francesco Giuseppe I | 2 dicembre 1848  | 21 novembre 1916 |
| Carlo I              | 21 novembre 1916 | 11 novembre 1918 |

## Avvenimenti e guerre
- Guerre napoleoniche
- Congresso di Vienna
- Santa Alleanza
- Primavera dei popoli
- Rivoluzioni del 1848 nell'Impero austriaco
- Prima guerra d'indipendenza italiana
- Seconda guerra d'indipendenza italiana
- Terza guerra d'indipendenza italiana
- Guerra austro-prussiana
- Ausgleich
- Triplice Alleanza (1882)
- Prima guerra mondiale